# Slaven Živinice
Maillots
Actualités
Dernière mise à jour : le 19 juin 2011.
Le Slaven Živinice est un club de Bosnie-Herzégovine situé dans la ville de Živinice. Ce club évolue en troisième division section nord. 
Le Slaven Živinice est fondé en 1936.

## Palmarès
Vierge

## Anciens joueurs
- Mirsad Bešlija
- Elvir Rahimić